# Agnes Capet

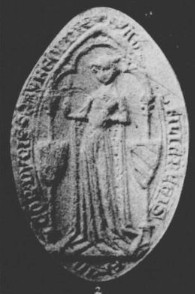
Agnes Capet

Agnes Capet (1260-1325) was de jongste dochter van koning Lodewijk IX van Frankrijk (1214–1270), koning van Frankrijk (1226–1270) en van Margaretha van Provence (1221–1295).
In 1279 huwde zij met Robert II van Bourgondië (1248–1306), hertog van Bourgondië (1272–1306) en titulair koning van Thessalonika. Zij werd de moeder van:
- Jan (1279–1283)
- Margaretha (1285–)
- Blanche (1288–1348), in 1307 gehuwd met Eduard van Savoye (1284–1329)
- Margaretha (1290–1315), in 1305 gehuwd met Lodewijk X van Frankrijk (1289–1316)
- Johanna (1293–1349), in 1313 gehuwd met Filips VI van Frankrijk (1293–1350)
- Hugo (1294–1315)
- Odo (1295–1349)
- Maria (1298–), in 1310 gehuwd met graaf Eduard I van Bar
- Lodewijk (1297–1316), titelvoerend koning van Thessalonika
- Robert (1302–1334), gehuwd met Johanna I van Tonnerre (–1335).

## Voorouders
| Voorouders van Agnes Capet | Voorouders van Agnes Capet                                                       | Voorouders van Agnes Capet                                                       | Voorouders van Agnes Capet                                                       | Voorouders van Agnes Capet                                                       | Voorouders van Agnes Capet                                                           | Voorouders van Agnes Capet                                                           | Voorouders van Agnes Capet                                                           | Voorouders van Agnes Capet                                                           |
| -------------------------- | -------------------------------------------------------------------------------- | -------------------------------------------------------------------------------- | -------------------------------------------------------------------------------- | -------------------------------------------------------------------------------- | ------------------------------------------------------------------------------------ | ------------------------------------------------------------------------------------ | ------------------------------------------------------------------------------------ | ------------------------------------------------------------------------------------ |
| Overgrootouders            | Filips II van Frankrijk (1165–1223) ∞ 1180 Isabella van Henegouwen (1170–1190)   | Filips II van Frankrijk (1165–1223) ∞ 1180 Isabella van Henegouwen (1170–1190)   | Alfons VIII van Castilië (1155–1214) ∞ 1170 Eleonora van Engeland (1162–1214)    | Alfons VIII van Castilië (1155–1214) ∞ 1170 Eleonora van Engeland (1162–1214)    | Alfons II van Provence (1180–1209) ∞ 1193 Gersindis van Forcalquier (1180–1242)      | Alfons II van Provence (1180–1209) ∞ 1193 Gersindis van Forcalquier (1180–1242)      | Thomas I van Savoye (1180–1223) ∞ 1196 Beatrix van Genève (–1252)                    | Thomas I van Savoye (1180–1223) ∞ 1196 Beatrix van Genève (–1252)                    |
| Grootouders                | Lodewijk VIII van Frankrijk (1187–1226) ∞ 1200 Blanca van Castilië (1188–1252)   | Lodewijk VIII van Frankrijk (1187–1226) ∞ 1200 Blanca van Castilië (1188–1252)   | Lodewijk VIII van Frankrijk (1187–1226) ∞ 1200 Blanca van Castilië (1188–1252)   | Lodewijk VIII van Frankrijk (1187–1226) ∞ 1200 Blanca van Castilië (1188–1252)   | Raymond Berengarius V van Provence (1198–1245) ∞ 1220 Beatrix van Savoye (1205–1266) | Raymond Berengarius V van Provence (1198–1245) ∞ 1220 Beatrix van Savoye (1205–1266) | Raymond Berengarius V van Provence (1198–1245) ∞ 1220 Beatrix van Savoye (1205–1266) | Raymond Berengarius V van Provence (1198–1245) ∞ 1220 Beatrix van Savoye (1205–1266) |
| Ouders                     | Lodewijk IX van Frankrijk (1214–1270) ∞ 1234 Margaretha van Provence (1221–1295) | Lodewijk IX van Frankrijk (1214–1270) ∞ 1234 Margaretha van Provence (1221–1295) | Lodewijk IX van Frankrijk (1214–1270) ∞ 1234 Margaretha van Provence (1221–1295) | Lodewijk IX van Frankrijk (1214–1270) ∞ 1234 Margaretha van Provence (1221–1295) | Lodewijk IX van Frankrijk (1214–1270) ∞ 1234 Margaretha van Provence (1221–1295)     | Lodewijk IX van Frankrijk (1214–1270) ∞ 1234 Margaretha van Provence (1221–1295)     | Lodewijk IX van Frankrijk (1214–1270) ∞ 1234 Margaretha van Provence (1221–1295)     | Lodewijk IX van Frankrijk (1214–1270) ∞ 1234 Margaretha van Provence (1221–1295)     |